# Egmore

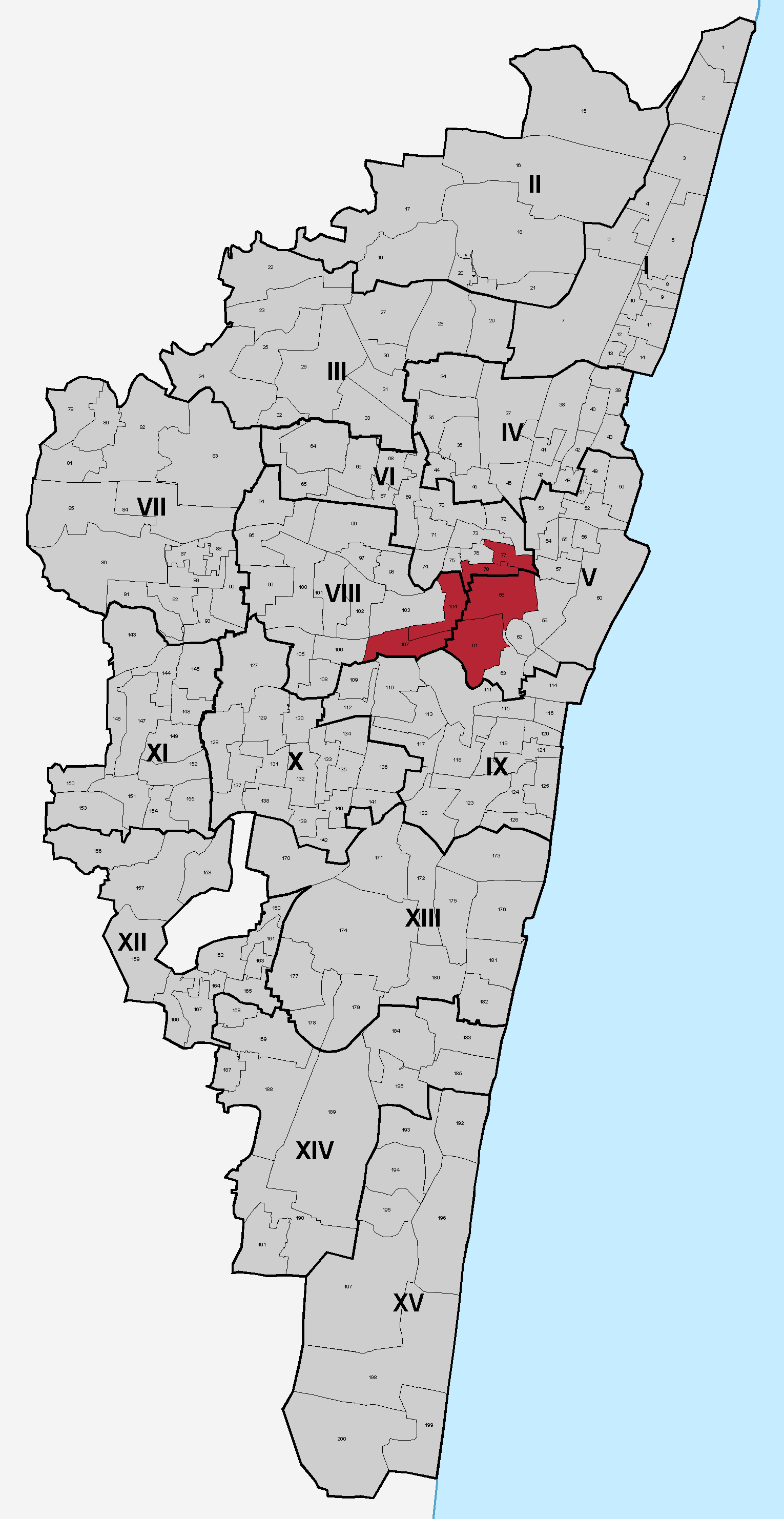
Lage des Wahlkreises Egmore in Chennai

Egmore [ˈeɡmoːr] oder Ezhumbur (Tamil: எழும்பூர் Eḻumpūr [ˈjeɻɯmbuːr]) ist ein Stadtteil von Chennai (Madras), der Hauptstadt des indischen Bundesstaates Tamil Nadu. Egmore liegt im Zentrum Chennais und beherbergt neben dem Bahnhof Chennai Egmore eine Reihe von Bauten aus der britischen Kolonialzeit wie das Government Museum und die St. Andrew’s Church.

## Lage
Egmore liegt im Zentrum Chennais am Nordufer des Cooum-Flusses. Die Grenzen des Stadtteils sind nicht genau definiert, Egmore lässt sich aber gegen die Stadtteile Chetput im Westen, Kilpauk im Nordwesten und Purasawalkam im Norden abgrenzen. Im Süden trennt der Cooum Egmore von Chintadripet, Thousand Lights und Nungambakkam.
Verwaltungsmäßig gehört das Gebiet von Egmore zur Zone Royapuram. Bei der Wahl zur Tamil Nadu Legislative Assembly (dem Parlament des Bundesstaats) bildet Egmore einen eigenen den Wahlkreis (Egmore constituency). Zu diesem gehören die Stadtviertel (wards) 58, 61, 77–78, 104 und 107.

## Geschichte

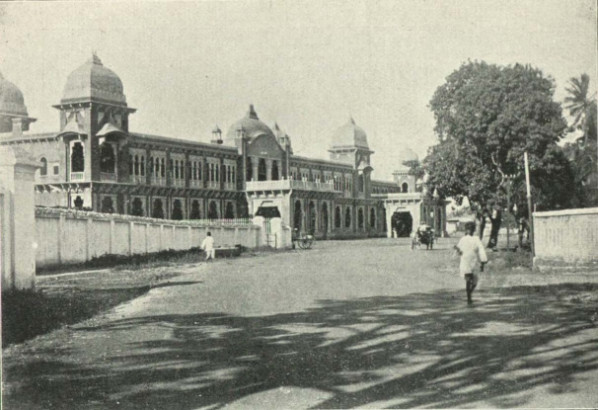
Der Bahnhof Egmore kurz nach seiner Fertigstellung

Egmore bestand bereits vor der Gründung Chennais. Zwei Inschriften im Parthasarathy-Tempel, eine aus dem Jahr 1309 und eine aus dem 16. Jahrhundert, erwähnen ein Dorf namens Ezhumur, das Hauptort eines Verwaltungsbezirks war. Der Name wandelte sich später in Ezhumbur und wurde während der Kolonialzeit in Egmore anglisiert.
Nachdem die Britische Ostindien-Kompanie 1640 das Fort St. George, das zur Keimzelle der Stadt Madras (Chennai) werden sollte, gegründet hatte, erwarb sie 1694 auch das nahegelegene Dorf Egmore. Egmore behielt aber lange einen ländlichen Charakter und erlebte erst in der zweiten Hälfte des 19. Jahrhunderts größeres Wachstum. Aus dieser Zeit stammen eine Reihe von Kolonialinstitutionen wie das Government Museum oder die Connemara Public Library. Mit der Fertigstellung des Bahnhofs Egmore im Jahr 1908 wurde der Stadtteil zu einem wichtigen Verkehrsknotenpunkt.

## Sehenswürdigkeiten

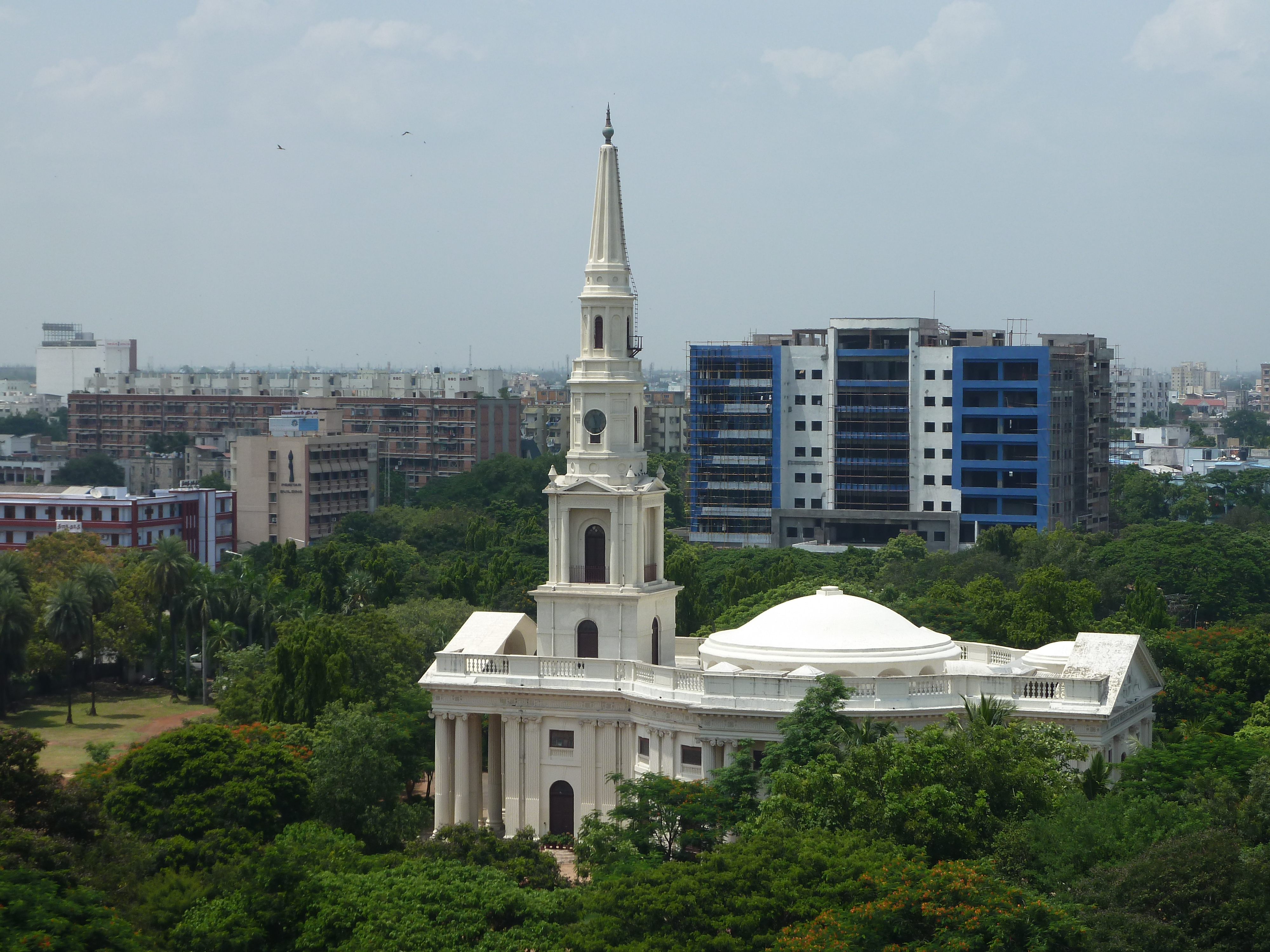
Die St. Andrew’s Church in Egmore

In Egmore befindet sich eine Reihe von Repräsentationsbauten aus der britischen Kolonialzeit. Auf dem Gelände in der Pantheon Road sind heute zahlreiche Kunstgalerien und Museen angesiedelt. Das 1857 gegründete Government Museum verfügt über Abteilungen für Anthropologie, Archäologie, Botanik, Geologie, Numismatik, Plastiken und Zoologie. Es zeigt Stücke aus der südindischen Vorgeschichte, von der Indus-Kultur, aus dem buddhistischen Zentrum in Amaravati aus dem zweiten Jahrhundert, Schnitzereien hinduistischer, buddhistischer und jainistischer Götter, südindische Musikinstrumente, Schmuck und bronzene Götterbildnisse aus der Pallava- und Chola-Periode zwischen dem neunten und 12. Jahrhundert. Die National Art Gallery residiert in einem prächtigen rosa Sandsteingebäude im Jaipuri-Jaina-Stil und präsentiert indische Malerei einschließlich der Rajputen- und Mogulschulen. Des Weiteren finden sich im Pantheonkomplex die Contemporary Art Gallery, die 1896 erbaute Connemara Library, das runde rote Museum Theater und das Children's Museum.
Eine der bedeutendsten britischen Kirchenbauten in Chennai, die St. Andrew’s Church, genannt The Kirk, befindet sich in Egmore. Sie wurde 1821 als Kirche der schottischen Gemeinde in Madras errichtet. Die St. Andrew’s Church vertritt den georgianischen Klassizismus und ist der Londoner Kirche St. Martin-in-the-Fields nachempfunden. Bis heute wird sie von einer presbyterianischen Gemeinde genutzt.

## Verkehr

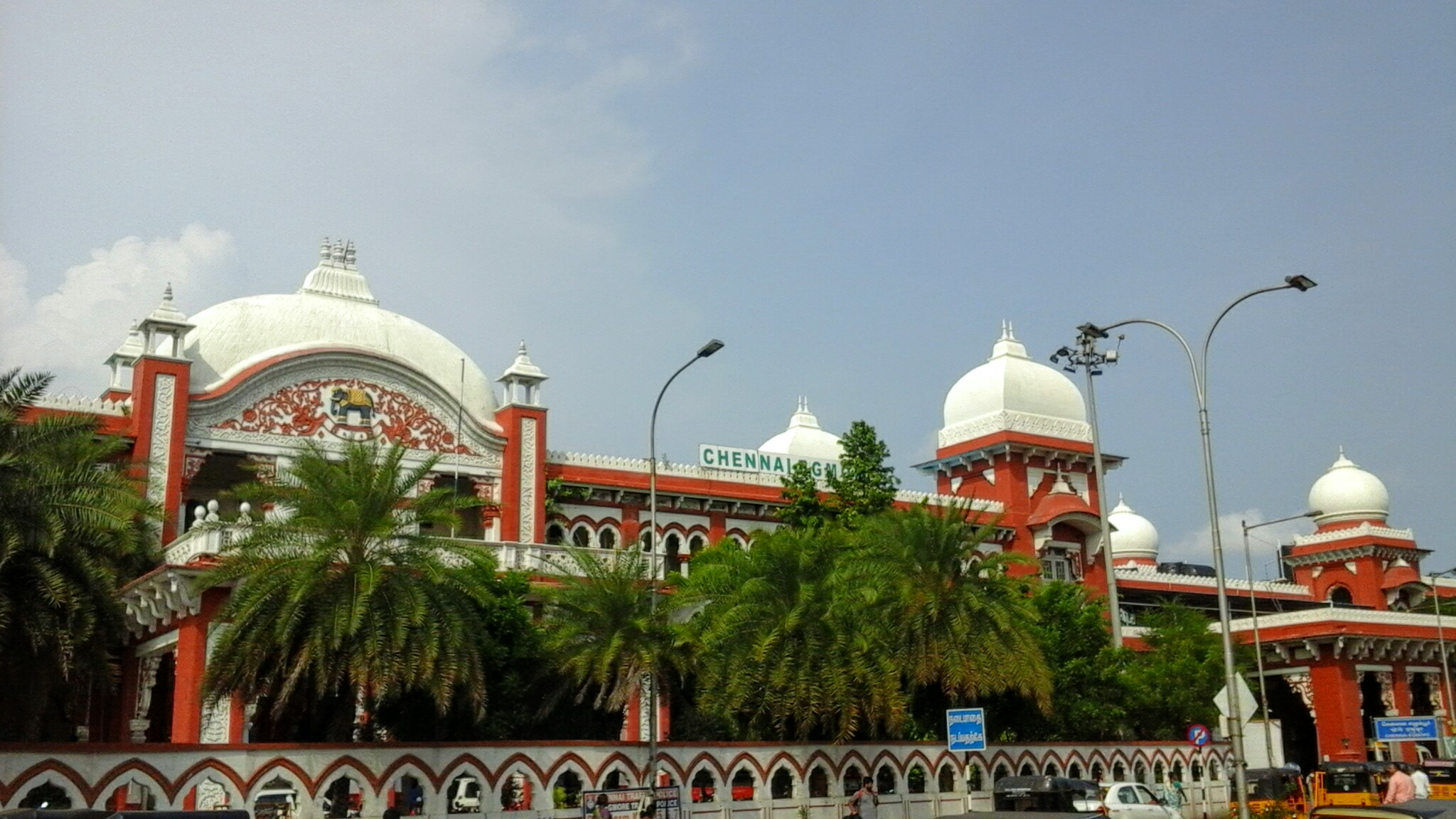
Der Bahnhof Chennai Egmore

Egmore beherbergt den Bahnhof Chennai Egmore, nach Chennai Central der zweitwichtigste Bahnhof der Stadt. Chennai Egmore ist ein Durchgangsbahnhof. Von hier aus starten die meisten Fernzüge, die in südliche Richtung in die übrigen Teile Tamil Nadus oder nach Kerala verkehren. Außerdem ist Chennai Egmore ein Halt der südlichen Linie der Chennaier Vorortbahn. Das 1908 fertiggestellte Bahnhofsgebäude ist im indo-sarrazenischen Kolonialstil gehalten. An dem Bahnhof halten täglich 25 Fern- und 118 Vorortzüge, jeden Tag frequentieren ihn 100.000 Passagiere (Stand 2008).
Die Hauptstraße Egmores ist die EVR Periyar Salai (ehemals Poonamallee High Road), die Hauptausfallstraße Chennais nach Westen. Zahlreiche Stadtbuslinien verbinden Egmore mit anderen Teilen Chennais.